# Condom-d’Aubrac
Condom-d’Aubrac (okzitanisch Condom d'Aubrac) ist eine französische Gemeinde mit 289 Einwohnern (Stand: 1. Januar 2022) im Département Aveyron in der Region Okzitanien; sie gehört zum Arrondissement Rodez und zum Kanton Aubrac et Carladez. Die Einwohner werden Condomois genannt.

## Geographie
Condom-d’Aubrac liegt etwa 32 Kilometer nordöstlich von Rodez in der Landschaft Aubrac im Zentralmassiv. An der östlichen und südöstlichen Gemeindegrenze verläuft das Flüsschen Boralde de Condom, das im Unterlauf nach Westen einschwenkt und dort in die Boralde Flaujaguèse mündet. Das Gemeindegebiet gehört zum Regionalen Naturpark Aubrac. Umgeben wird Condom-d’Aubrac von den Nachbargemeinden Montpeyroux im Nordwesten und Norden, Curières im Norden, Saint-Urcize im Nordosten, Saint-Chély-d’Aubrac im Osten und Südosten, Castelnau-de-Mandailles im Südosten und Süden, Saint-Côme-d’Olt im Süden, Espalion im Südwesten sowie Le Cayrol im Südwesten und Westen.

## Bevölkerungsentwicklung
| Jahr                       | 1962 | 1968 | 1975 | 1982 | 1990 | 1999 | 2006 | 2019 |
| Einwohner                  | 512  | 471  | 382  | 336  | 349  | 349  | 317  | 295  |
| Quellen: Cassini und INSEE |      |      |      |      |      |      |      |      |

## Sehenswürdigkeiten
- Mühle von Terral
- Kirche Notre-Dame-du-Mont-Carmel im Ortsteil Salgues
- Himmelfahrts-Kirche
- Kirche Saint-Pierre im Ortsteil Aunac

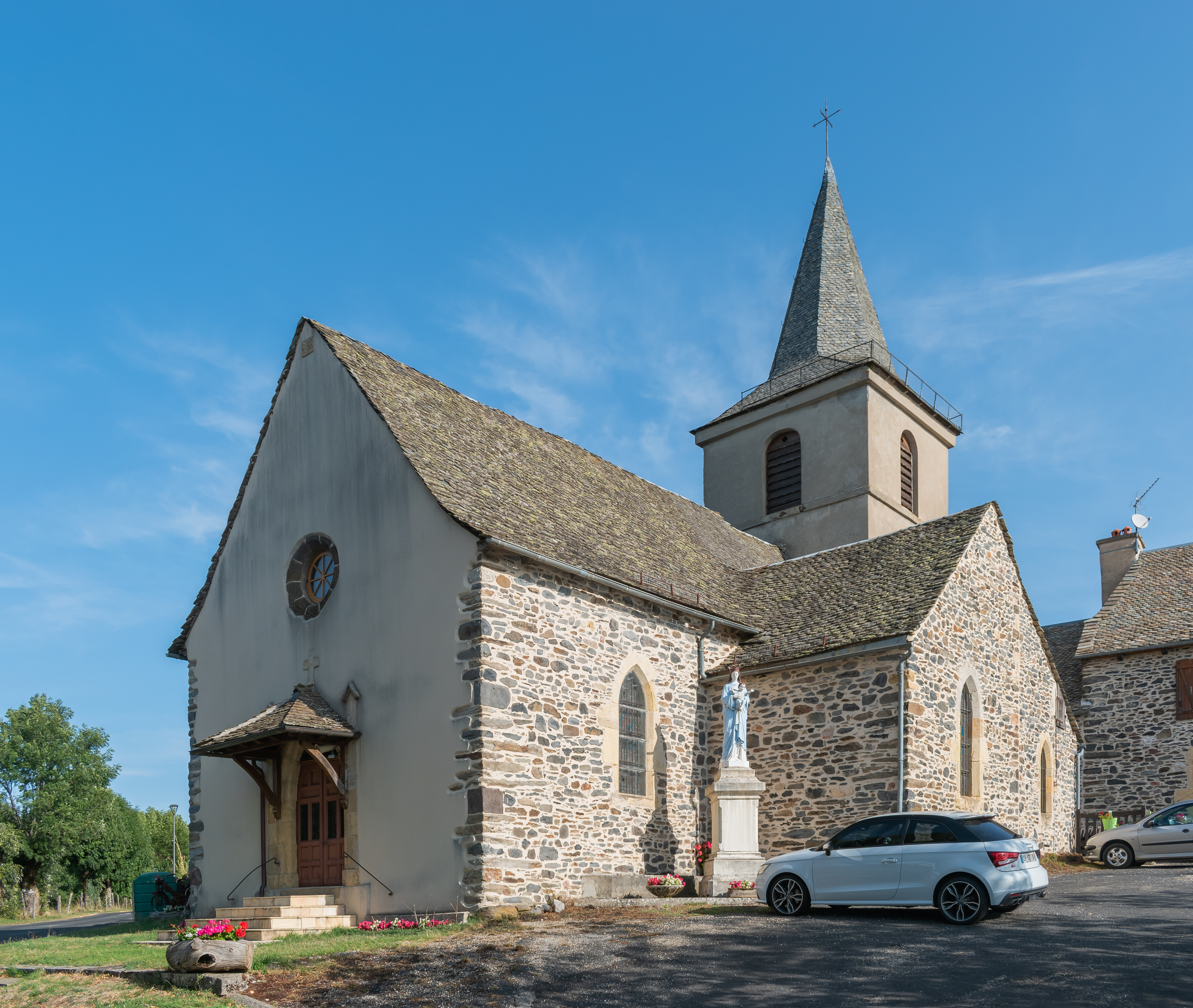
Kirche Notre-Dame-du-Mont-Carmel